# النصف المظلم (رواية)
النصف المظلم هي رواية رعب نشرت عام 1989 للكاتب الأمريكي ستيفن كينغ. أدرجتها مجلة بابليشرز ويكلي باعتبارها ثاني أفضل الكتب مبيعًا لعام 1989 بعد رواية توم كلانسي «خطر واضح وحاضر». تحولت الرواية إلى فيلم روائي طويل يحمل نفس الاسم عام 1993.
كتب ستيفن كينغ العديد من الكتب تحت اسم مستعار (ريتشارد باكمان) خلال السبعينيات والثمانينيات. كانت معظم روايات باكمان في طبيعتها أظلم وأكثر تهكمًا، إذ تميزت برعب حشوي أكثر من النمط النفسي القوطي الشائع في العديد من أعمال كينغ الأكثر شهرة. عندما أعلن كينغ أنه هو نفسه باكمان، كتب كتاب «النصف المظلم» الذي يتحدث عن مؤلف يحمل توأمًا يصبح طفيليًا شريرًا ردًا على استئصاله.

## ملخص الحبكة
تتحدث الرواية عن المؤلف ثاد بومونت الذي يحاول التعافي من إدمان الكحول ويعيش في مدينة لودلو في (مين). لم تكن كتب ثاد الخاصة -الخيال الأدبي العقلي- ناجحة للغاية. ومع ذلك، كتب روايات جريمة ناجحة للغاية تحت اسم «جورج ستارك» تحدث فيها عن قاتل عنيف يدعى ألكسيس ماشن. عندما عُرف تأليف ثاد للروايات تحت اسم ستارك، قرر ثاد وزوجته إليزابيث تنظيم دفن وهمي للشخصية البديلة في المقبرة المحلية، والتي ظهرت في مقالة في مجلة بيبول. يوضح كلام ستارك كل شيء: «ليس رجلًا لطيفًا للغاية».
ومع ذلك، يخرج ستارك من القبر الوهمي كيانًا ماديًا كاملًا، مع نفس سمات الشخصية التي أظهرها ثاد أثناء كتابته مثل شرب الخمر بكثرة وتدخين السجائر من نوع بال مول. ثم يبدأ فورة القتل، ويقتل ببشاعة كل شخص رأى أنه مسؤول عن «موته»، مثل محرر ثاد، ووكيله، ومراسل مجلة بيبول الذي قابله، من بين آخرين. يعاني ثاد في الوقت نفسه من كوابيس سريالية. يحقق آلان بانغبورن عمدة بلدة كاسل روك المجاورة في جرائم قتل ستارك، إذ يسمع صوت ثاد ويجد بصمات أصابعه في مسرح الجريمة. يجعل هذا الدليل، بالإضافة إلى عدم رغبة ثاد في الإجابة عن أسئلته، بانغبورن يعتقد أن ثاد -على الرغم من وجود دليل على وجوده في مكان آخر وقت حصول الجرائم- هو المسؤول عن عمليات القتل. ويكتشف في وقت لاحق امتلاك ستارك نفس بصمات أصابع ثاد، وهو دليل على التوأمة التي يتشاركها هو وثاد.
يكتشف ثاد في النهاية تشاركه مع ستارك بنفس الرابطة الذهنية، ويبدأ في العثور على ملاحظات تخص ستارك مكتوبة بخط يده. تخبر الملاحظات ثاد عن النشاط الذي انخرط ستارك فيه. وبملاحظة ثاد لابنه وابنته، يلاحظ اشتراك التوائم برابطة فريدة من نوعها. بحيث يمكن أن يشعرا بألم بعضهما البعض ويبدو أنهما في بعض الأحيان يقرأان عقليّ بعضهما. باستخدام هذا مفتاحًا لوضعه، يبدأ في اكتشاف المعنى الأعمق وراء قصته مع ستارك.
يعلم بانغبورن في نهاية المطاف امتلاك ثاد أخًا توأمًا امتصه ثاد في الرحم ولم يولد ثم أزيل لاحقًا من دماغه عندما كان المؤلف طفلًا. يعاني المؤلف من صداع شديد ويعتقد في الأصل أن الصداع ناتج عن ورم ما. يجد جراح الأعصاب الذي قام بإزالته ما يلي داخل رأسه: جزء من أنف وبعض الأظافر والأسنان بالإضافة إلى عين بشرية مشوهة. يؤدي هذا إلى تساؤلات حول الطبيعة الحقيقية لستارك، سواء كان روحًا خبيثة موجودة بشكل خاص، أو أنه ثاد نفسه مظهرًا نمطًا من اضطراب الهوية التفارقي! يدمّر ثاد ستارك في نهاية المطاف، لكن الكتاب ينتهي بملاحظة غير سعيدة مع زوجة ثاد التي امتلكت شكوكًا جدية حول مستقبل علاقتهما: كانت علاقة مروعة ليس فقط لأن ثاد لم يخلق ستارك (إن لم يكن عن غير قصد)، ولكن لأن جزءًا منه يحب ستارك فعلًا.

## التحويلات
حُولت الرواية لفلم سينمائي بنفس الاسم «النصف المظلم»، من إخراج جورج أ.روميرو عام 1990، وأُصدر عام 1993. صُوّر جزء منه في كلية واشنطن وجيفرسون ومواقع أخرى في جنوب غرب ولاية بنسلفانيا. أدّى بطولته تيموثي هوتون بدور ثاد/ستارك، ومايكل روكر بدور آلان بانغبورن، ومثّل جولي هاريس بصفته زميلًا غريب الأطوار لثاد الذي كان يقدم بعض المعلومات الحيوية عن عالم ما وراء الطبيعة.
أُصدرت لعبة ألعاب المغامرات لـ دوس عام 1992 عن نفس القصة أيضًا. طُورت بواسطة سيمتوس ونشرتها شركة كابستون سوفت وير.